# Нижарадзе, Фридон
Фридон Нижарадзе (груз. ფრიდონ ნიჟარაძე, 1944, Ушгули, Грузинская ССР, СССР — 13 ноября 2020, Ушгули, Грузия) — грузинский художник.

## Биография
Интерес к рисованию проявил с детства.
Учился в Тбилисской академии художеств. По окончании в Тбилиси не остался — уехал в родное село Ушгули, жил и работал там до последних дней жизни.
Первая персональная выставка работ Фридона Нижарадзе прошла 2 ноября 2019 года в Тбилисском музее истории имени Иосифа Григалашвили «Карвасла». Имевшую успех выставку было решено провести в Санкт-Петербурге.
За своё творчество имел сравнение с Сальвадором Дали («грузинский Дали») — яркими красками он писал космические образы.
Занимался также резьбой по дереву, писал стихи. 
Последнее время тяжело болел.
Уход из жизни Фридона Нижарадзе назван одной из главных потерь 2020 года культуры Грузии